# Biserica reformată din Sighetu Marmației

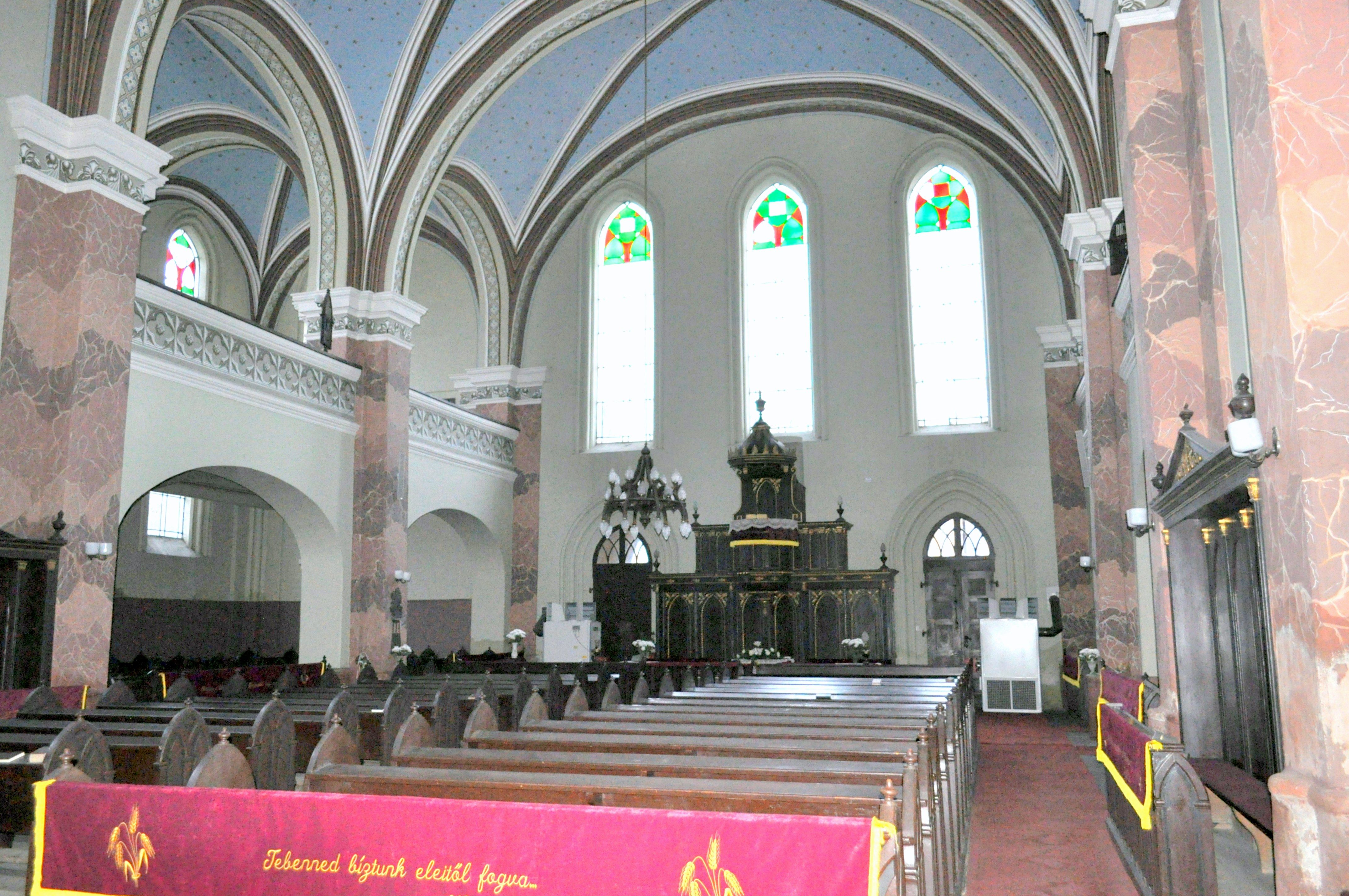
Interiorul bisericii

Biserica reformată din Sighetu Marmației este un monument istoric aflat pe teritoriul municipiului Sighetu Marmației. În Repertoriul Arheologic Național, monumentul apare cu codul 106568.02.01.

## Localitatea
Sighetu Marmației (colocvial Sighet, maghiară Máramarossziget colocvial Sziget, în traducere Insula, germană Marmaroschsiget, ucraineană Сигіт, Сигіт-Мармароський, Сігету-Мармацієй, slovacă (Marmarošská) Sihoť) este un municipiu în județul Maramureș, Transilvania, România. Menționat pentru prima dată în anul 1308.

## Biserica
Prima biserică catolică a localității a fost construită în jurul secolului XII. Între secolele XIV-XV au fost realizate în stil gotic sanctuarul și turnul clopotniță. În acea perioadă biserica era înconjurată de o incintă fortificată. În anul 1633 groful Bethlen István a finanțat realizarea tavanului casetat din navă. De la mijlocul secolului XVI a devenit biserică reformată. A fost deteriorată de cutremurul din 1844. După restaurare a fost afectată din nou de incendiul din 1859. Credincioșii au hotărât construirea unei biserici noi și au păstrat doar partea de jos a turnului clopotniță. Biserica actuală a fost finalizată în anul 1892, iar ultimele modificări ale turnului au fost făcute în anul 1931.
Turnul bisericii, cea mai veche construcție din Sighet, mai păstrează și astăzi 15 m din vechea structură. Pe acesta se pot observa: portalul de intrare, în arc ogival cu trei nervuri; o fereastră biforă deasupra intrării, tot în arc frânt și o rozetă, cu decorații gotice și ea. Toate aceste elemente, având ancadramentul sculptat din piatră, acoperite astăzi de zugrăveală albă, ar putea data din a doua jumătate a secolului al XIV-lea.

## Imagini

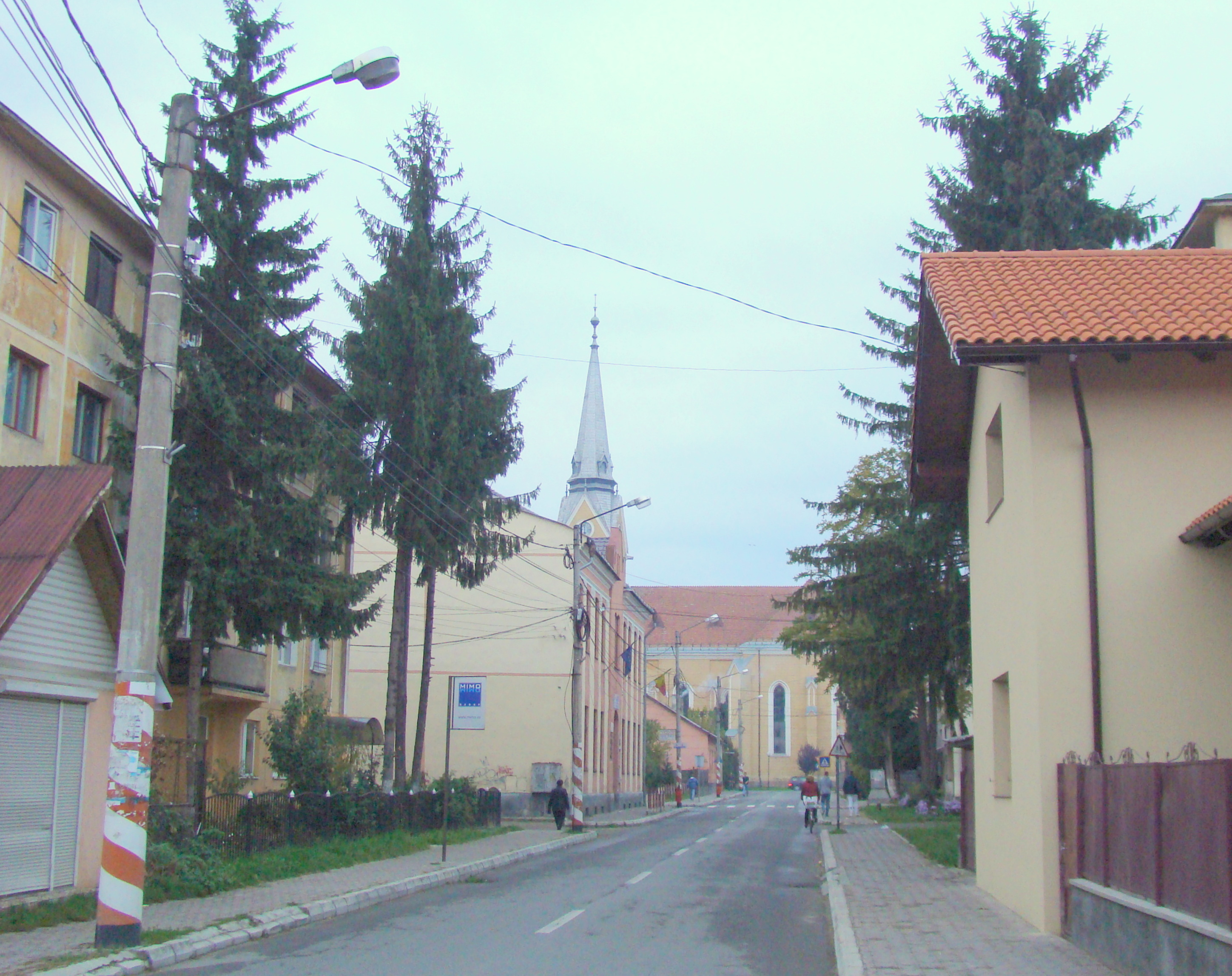
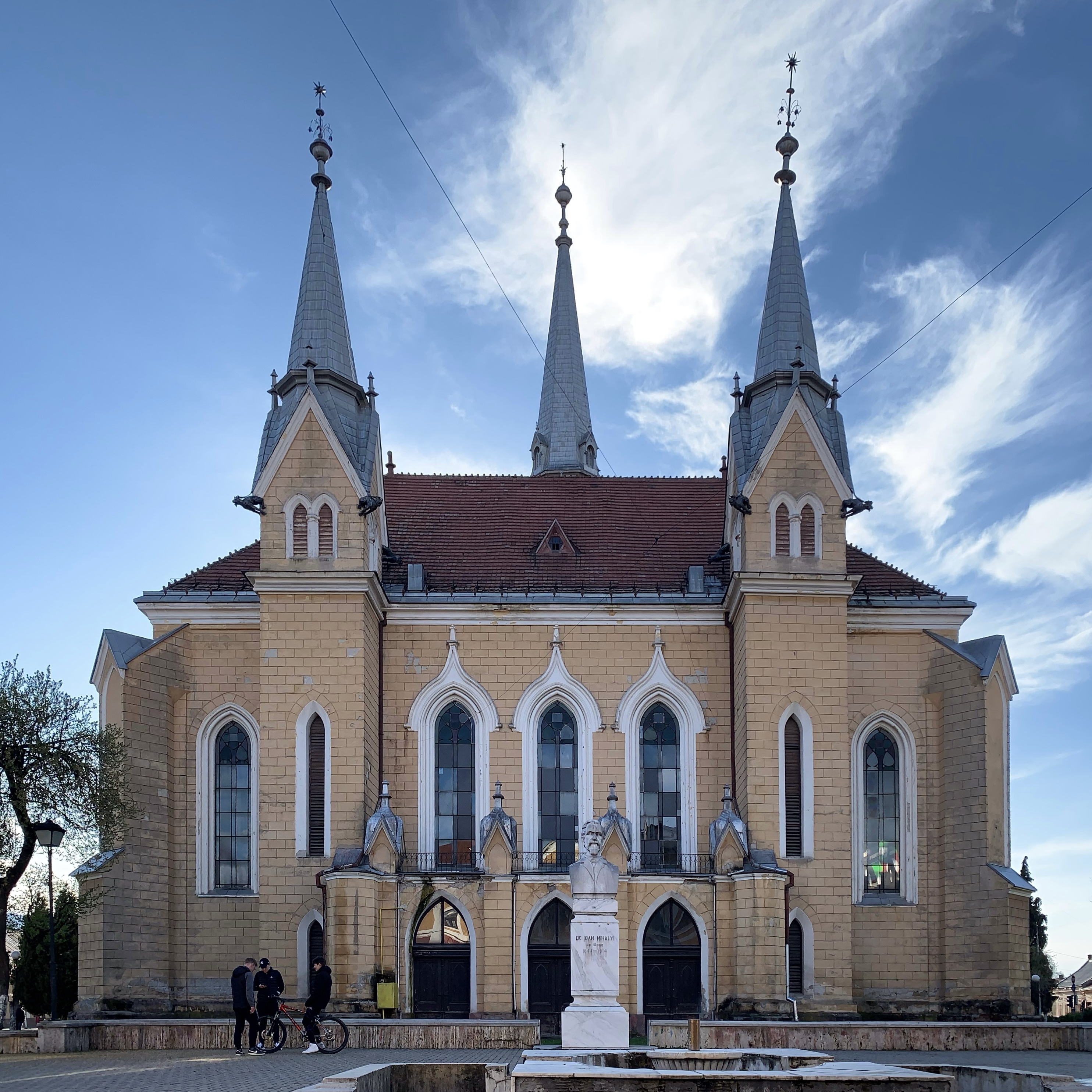
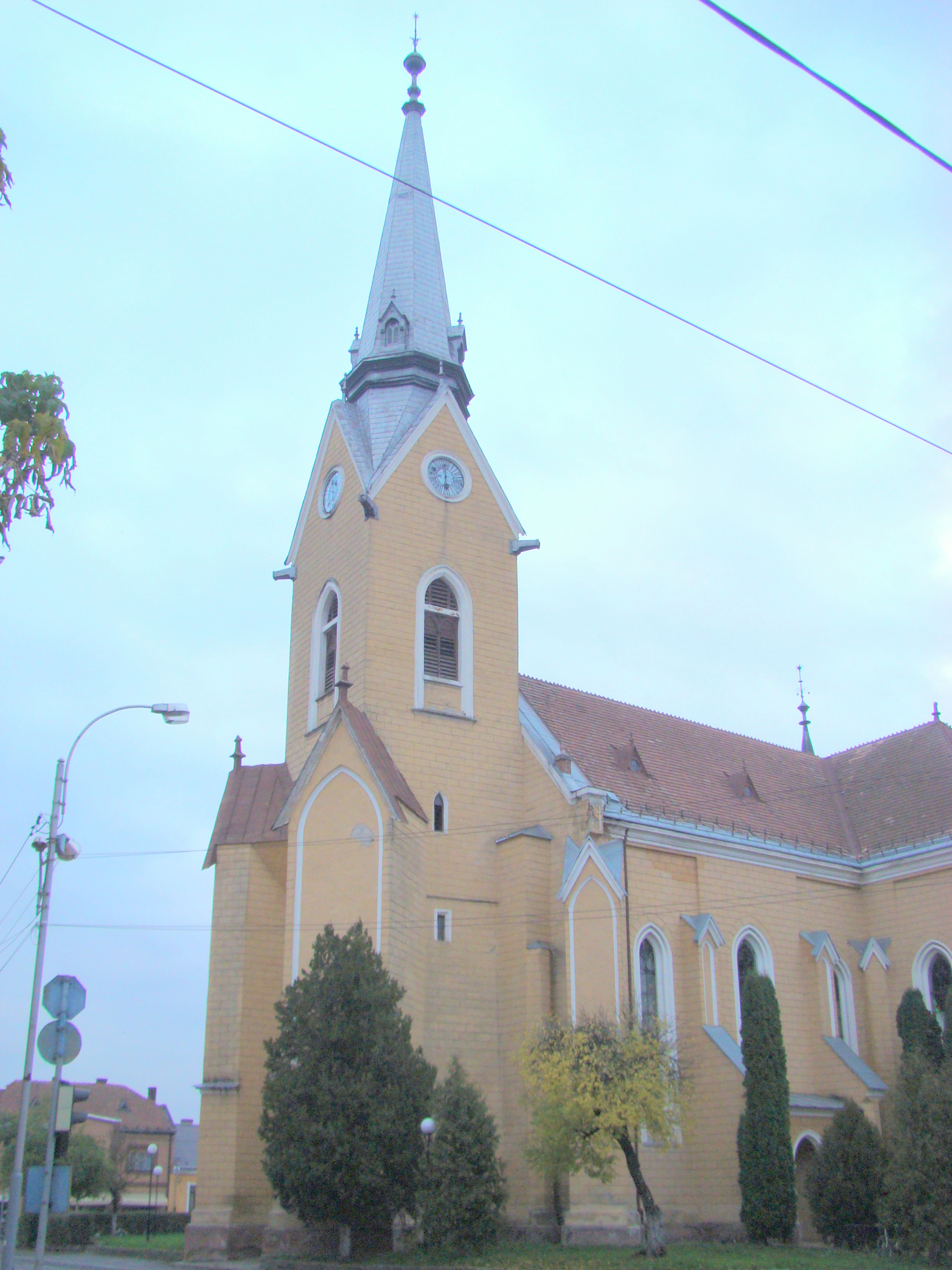
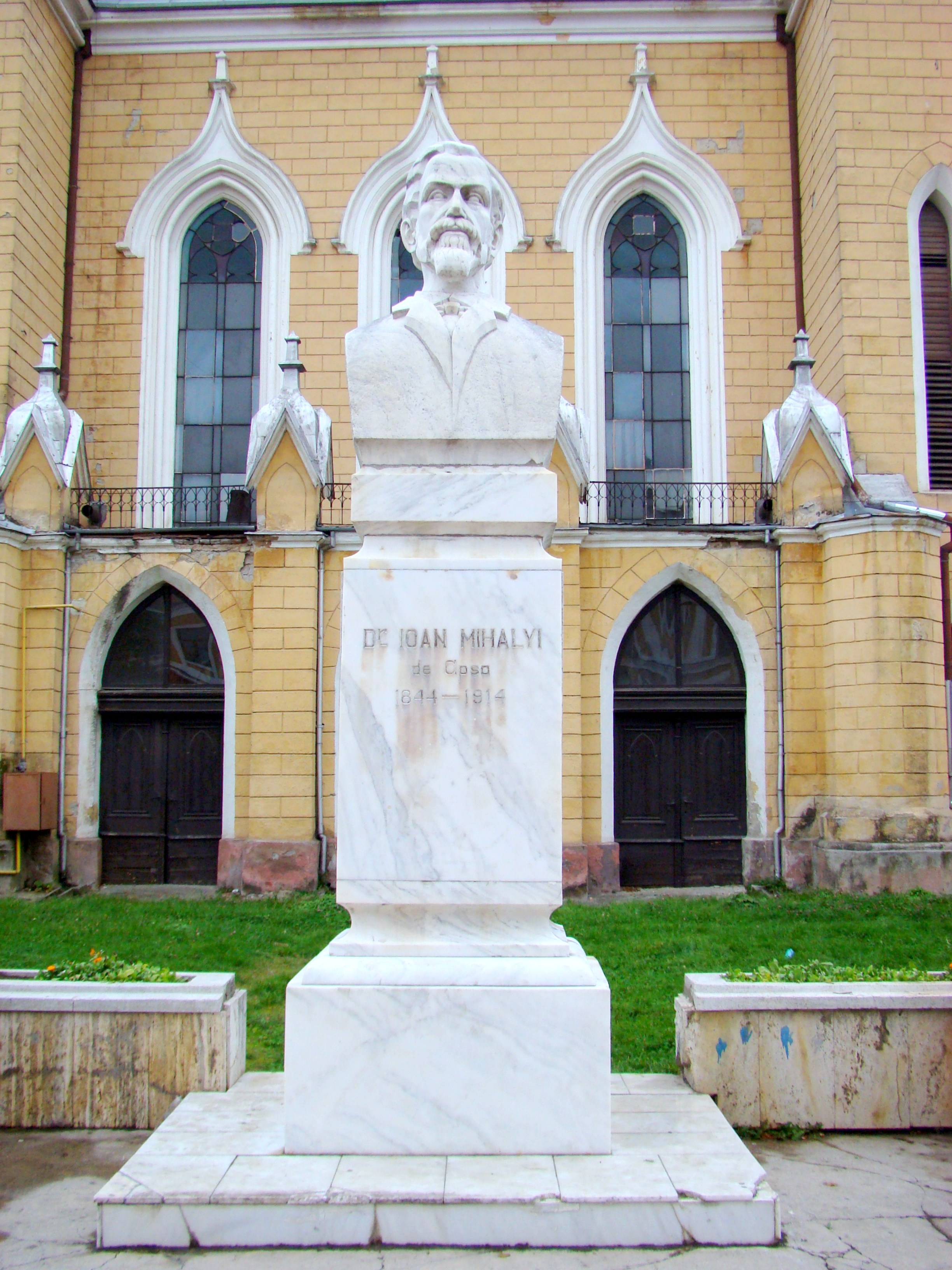
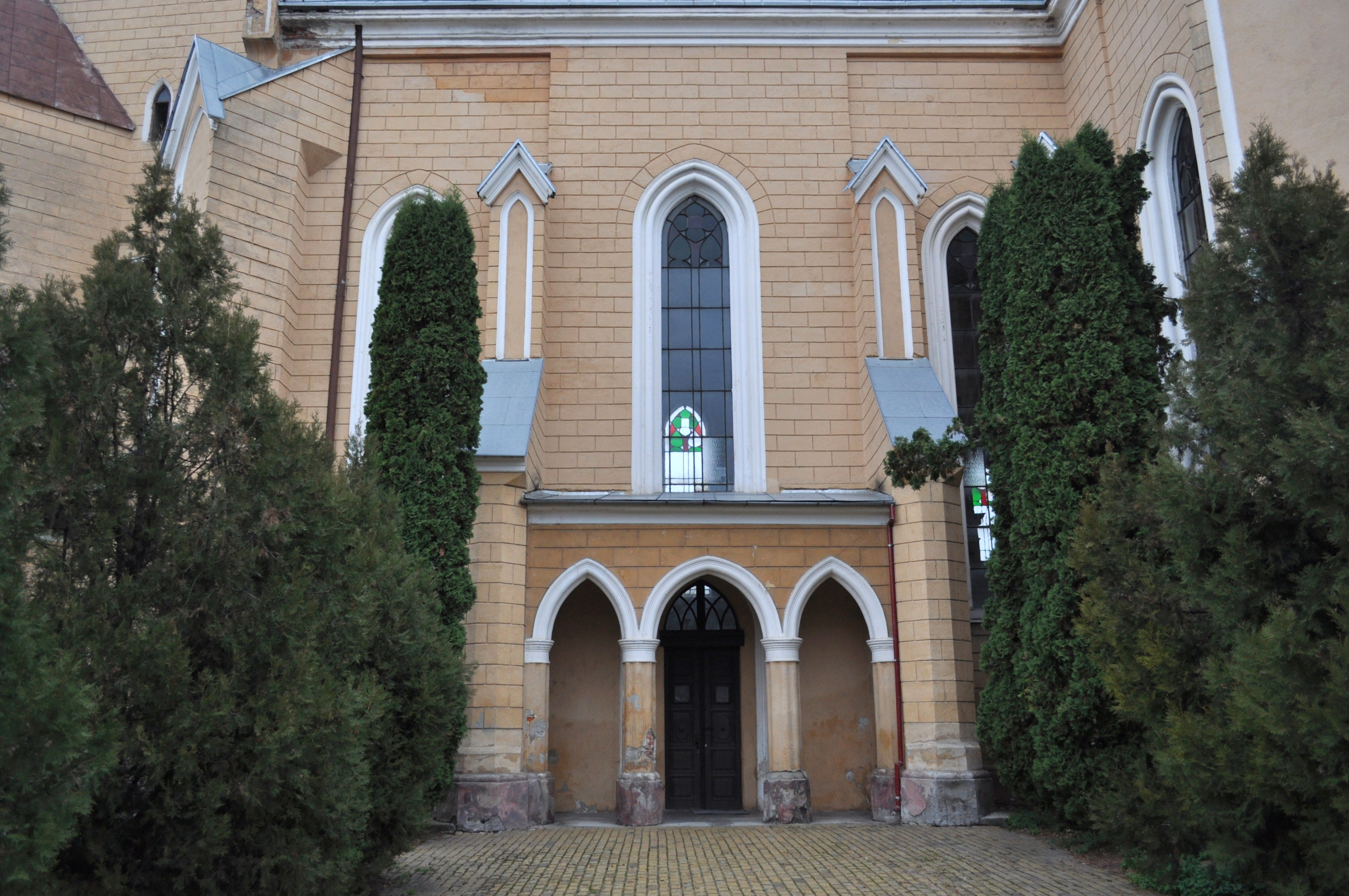
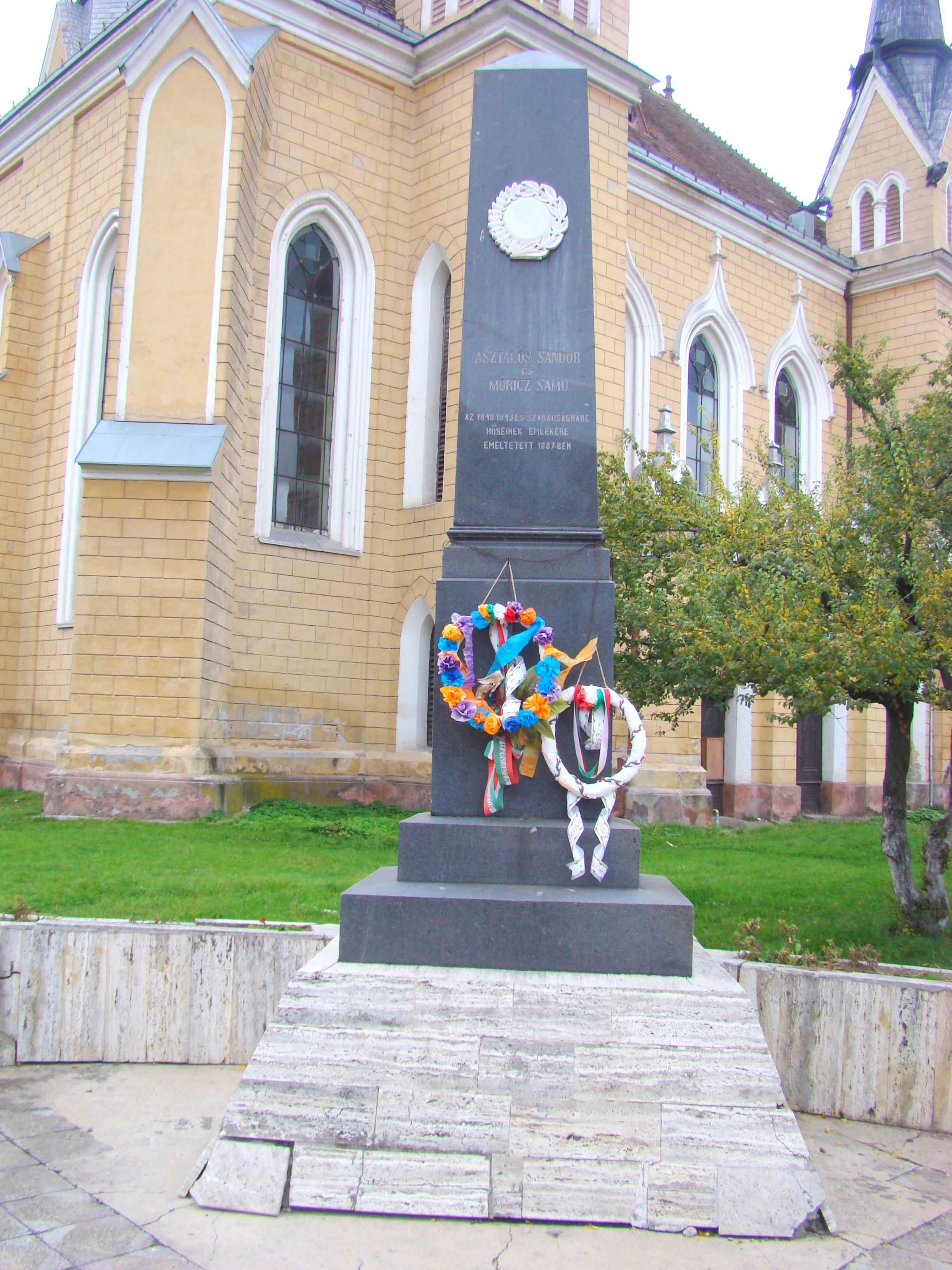
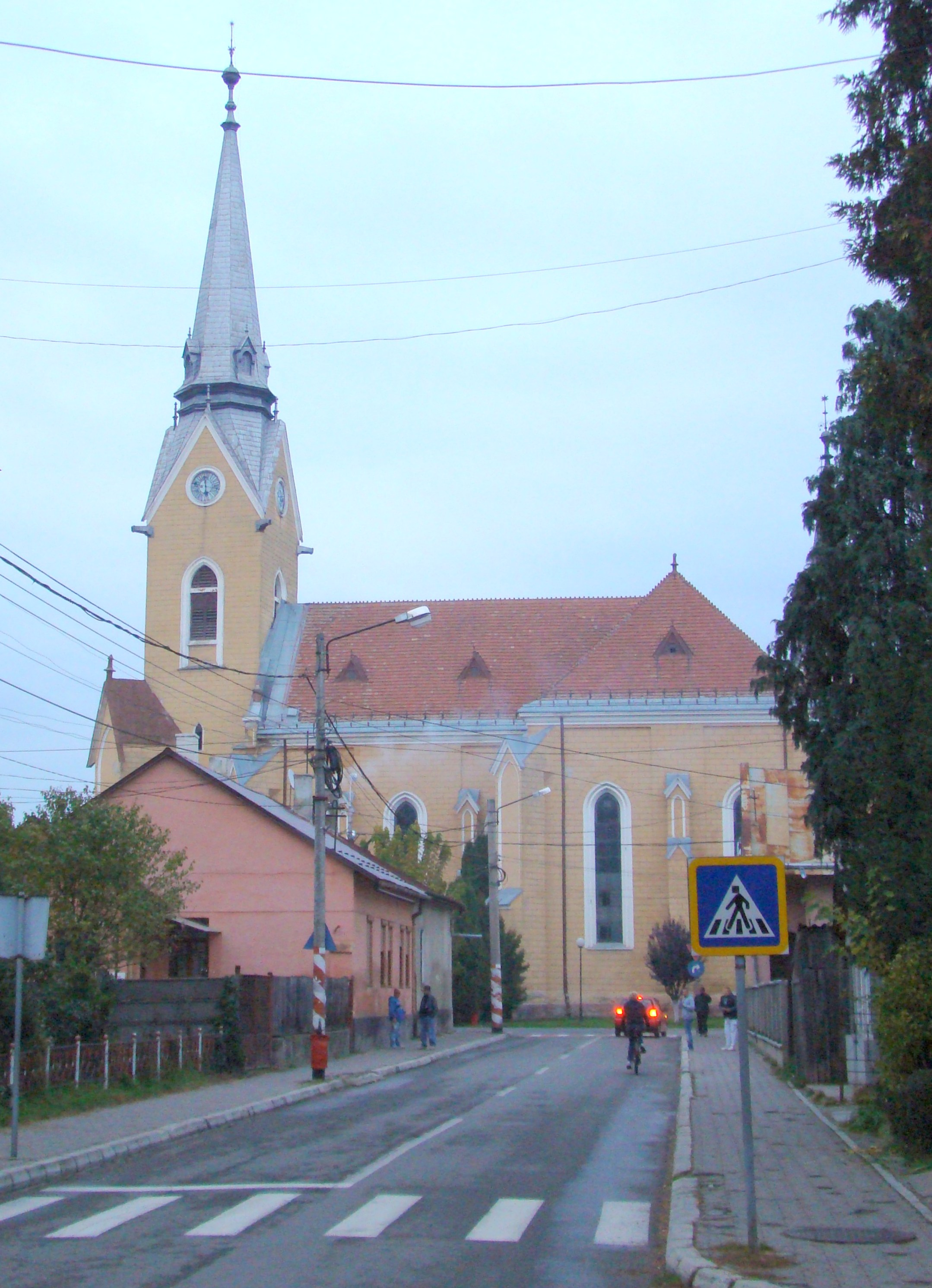
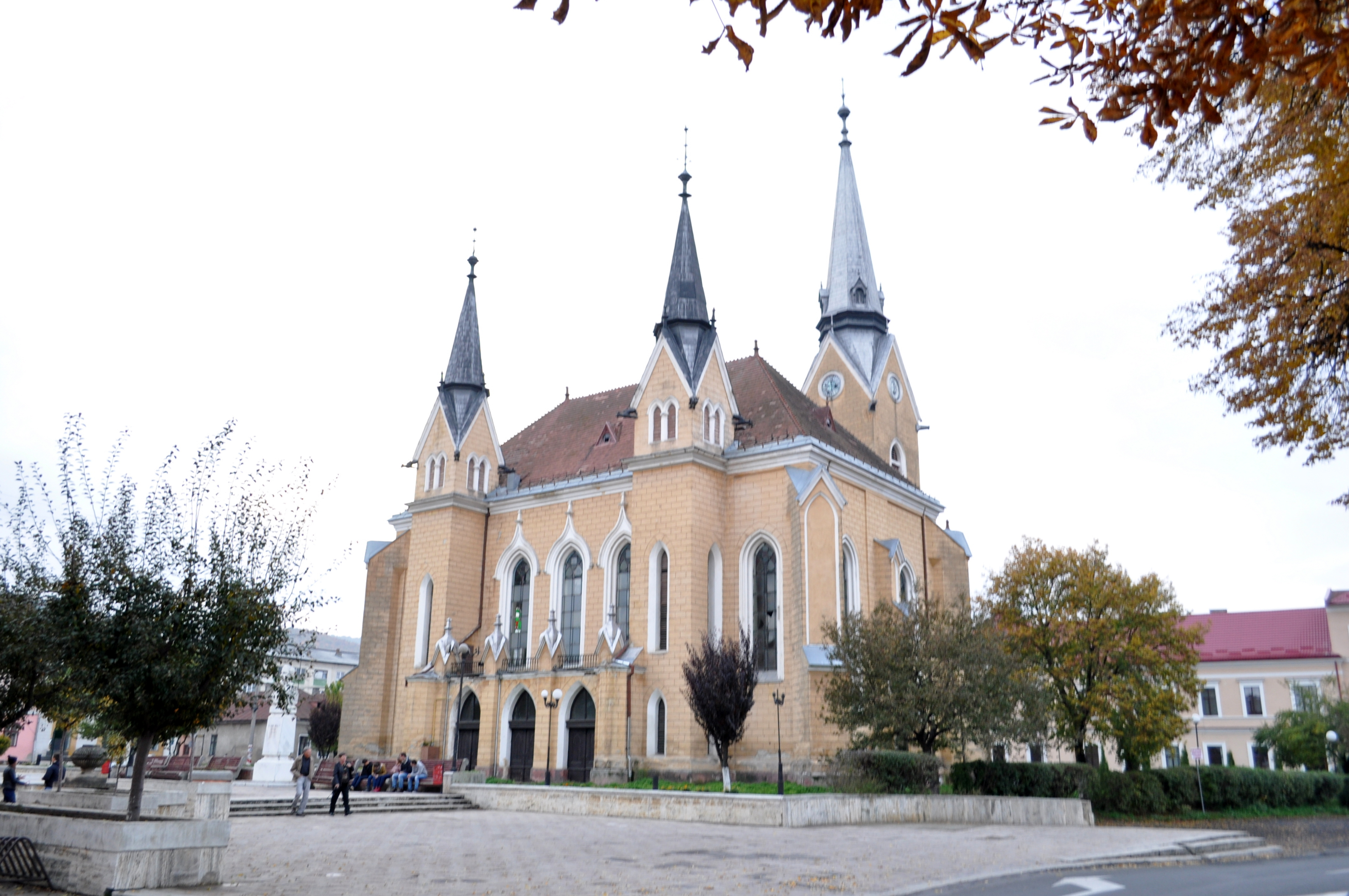
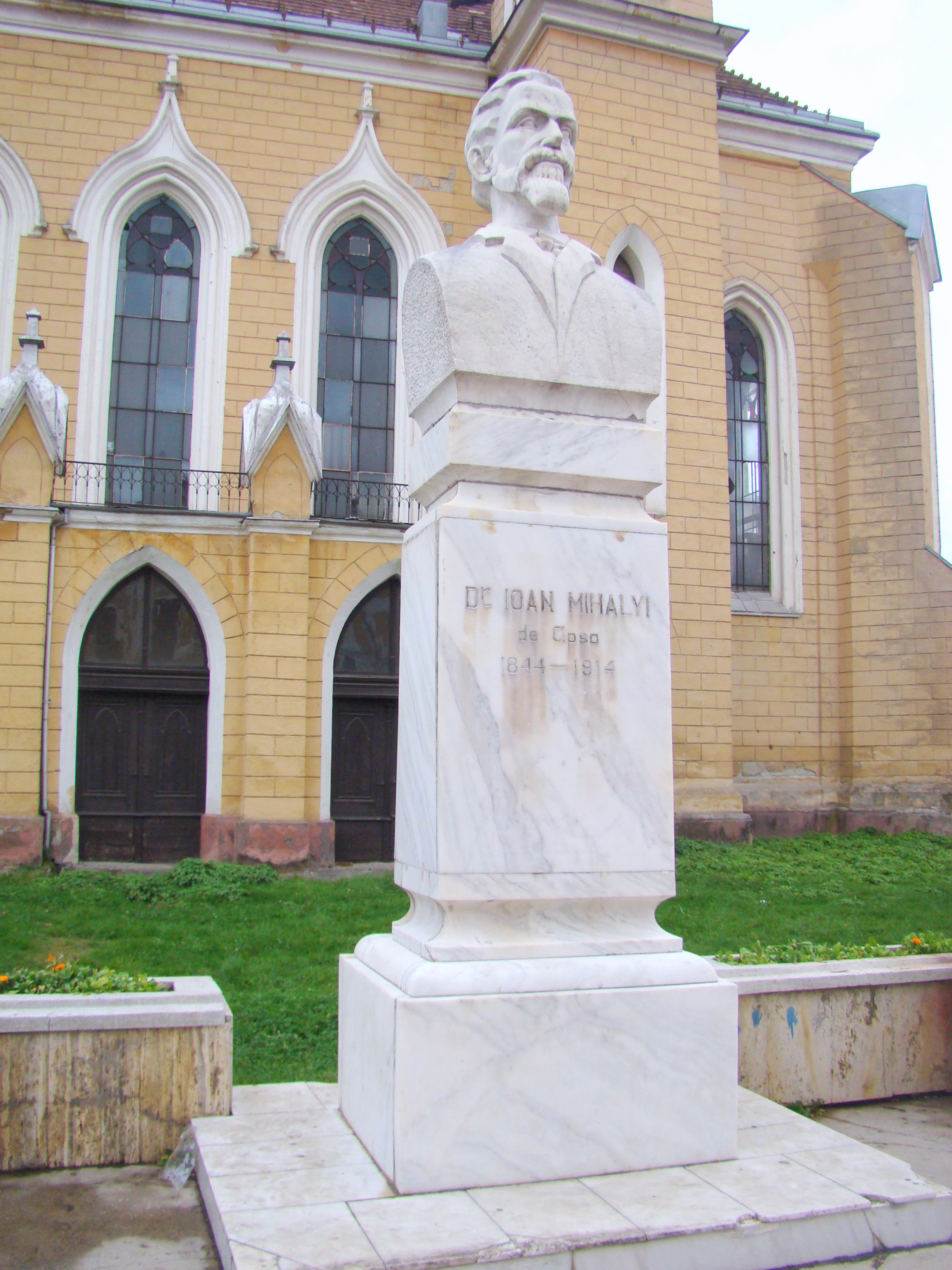
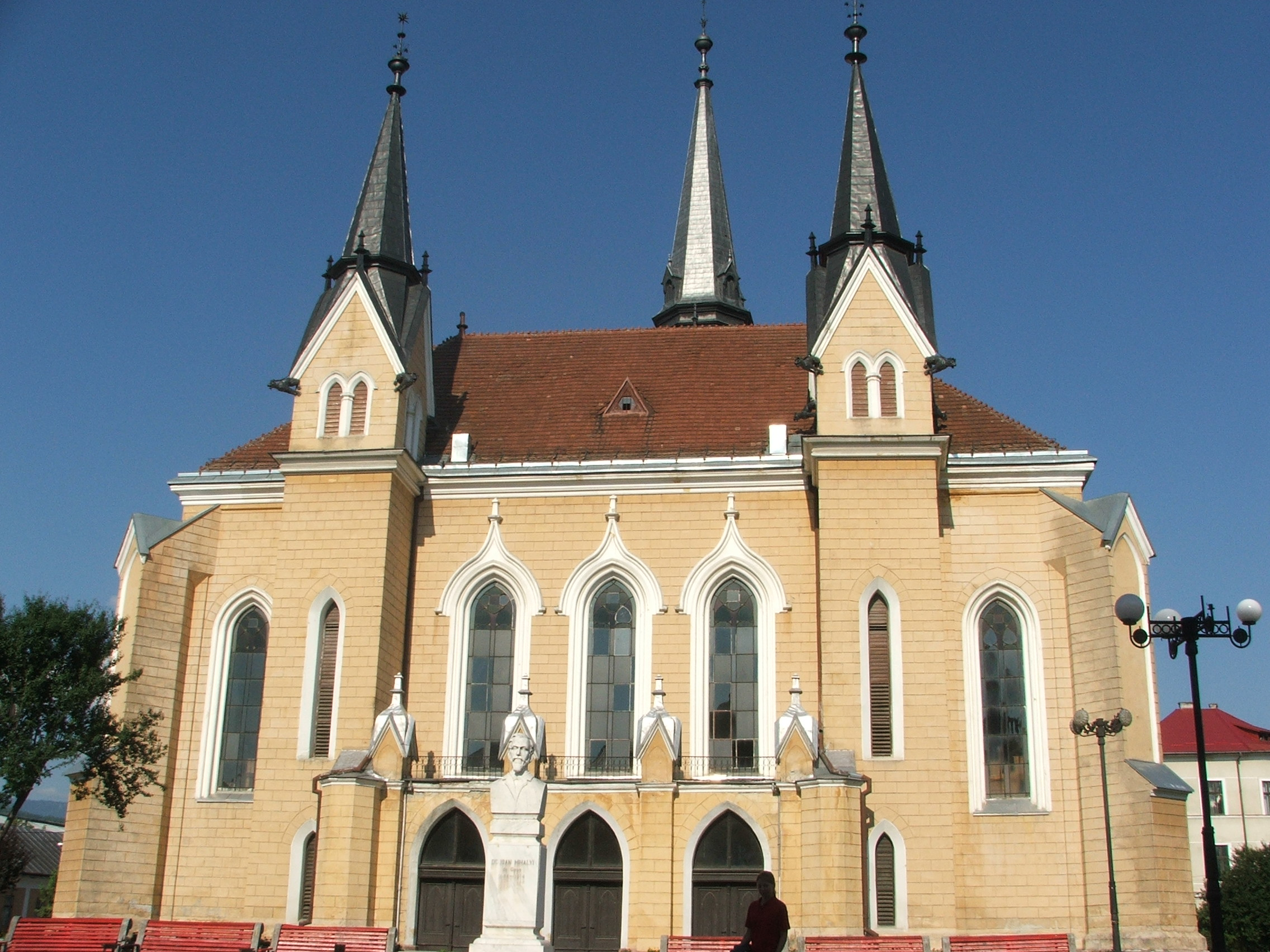
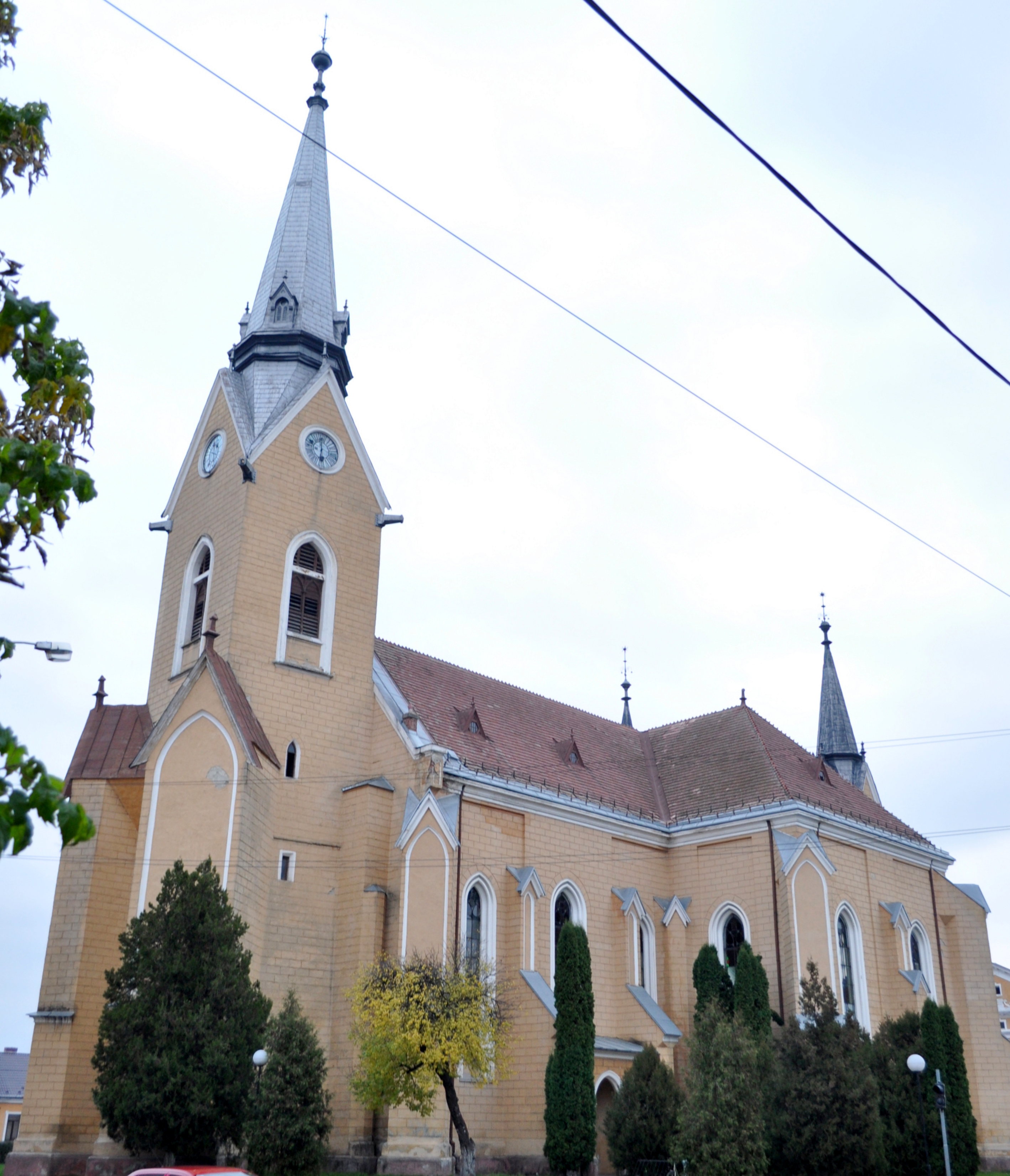
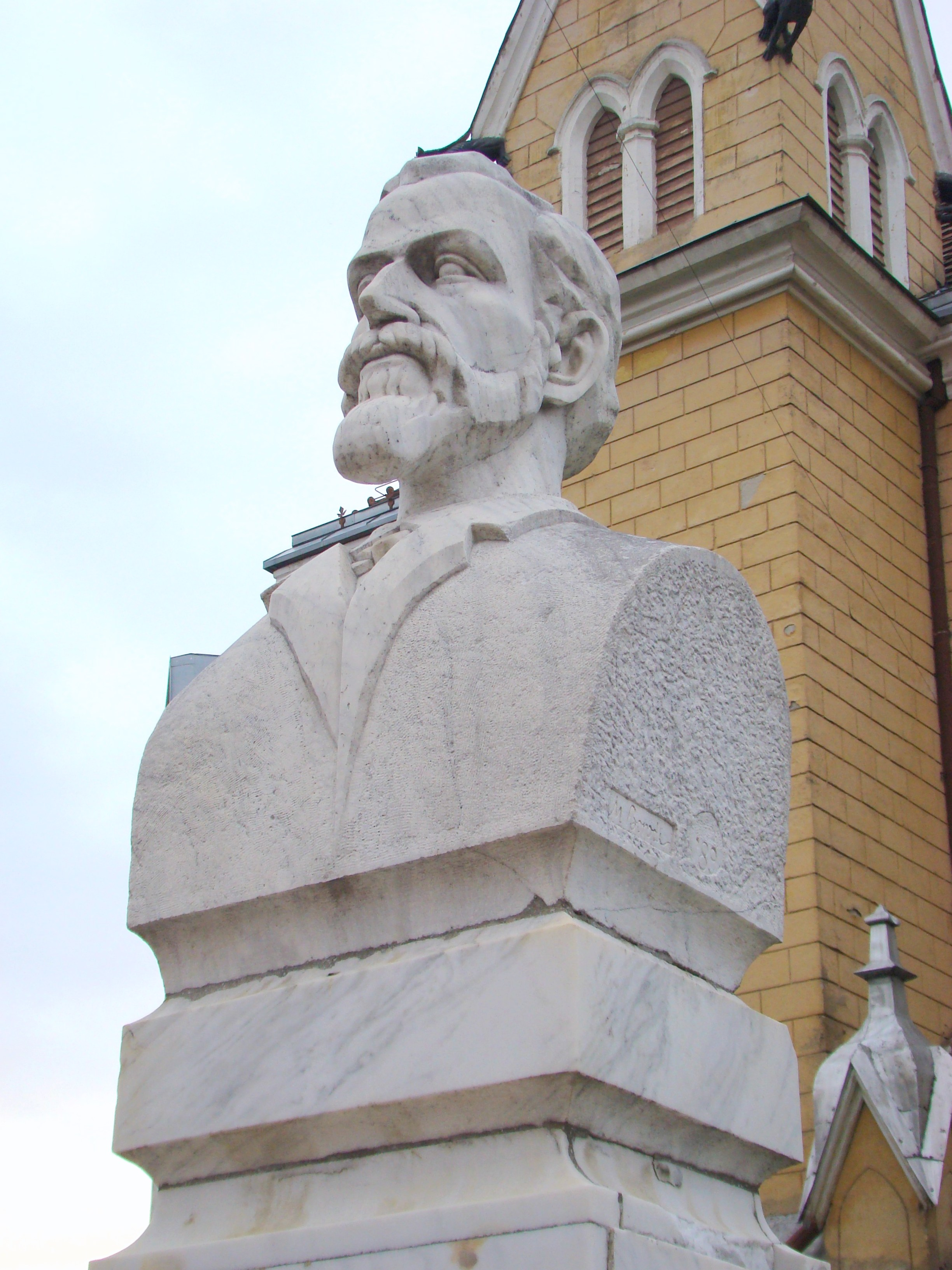
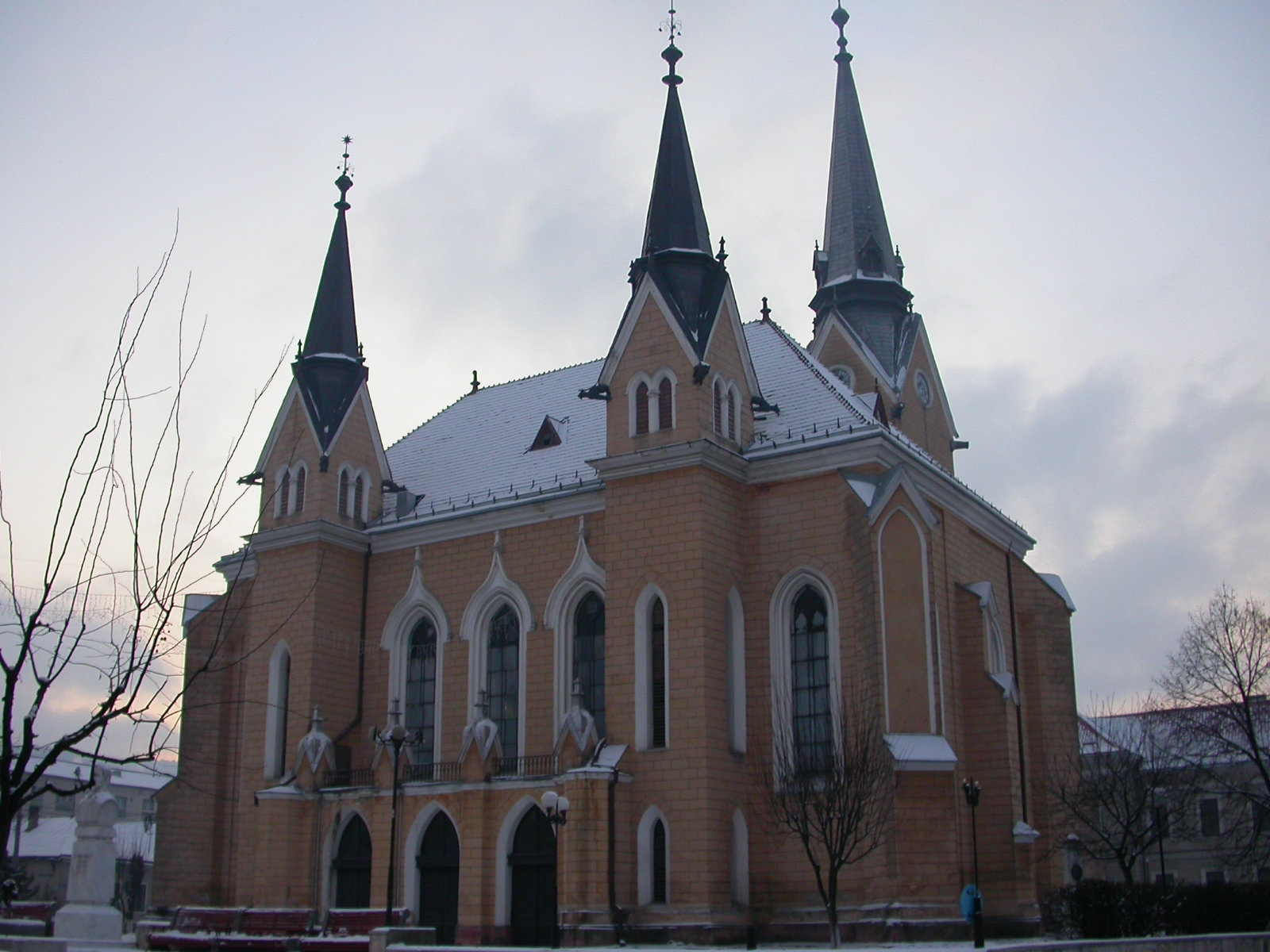

## Vezi și
- Sighetu Marmației